# Evoluzione del collegio cardinalizio durante il pontificato di Pio IX
Di seguito è riportata l'evoluzione del collegio cardinalizio durante il pontificato di Pio IX (16 giugno 1846 – 7 febbraio 1878) e la successiva sede vacante (7 febbraio – 20 febbraio 1878).

## Evoluzione in sintesi
Dopo l'elezione del cardinale Giovanni Maria Mastai Ferretti, che prese il nome di Pio IX, il collegio dei cardinali era costituito da 61 porporati.

Pio IX ha creato 123 cardinali in 23 concistori.

Durante il suo pontificato sono deceduti 120 cardinali.
| Data                                 | Avvenimento                                                    | Totale |
| ------------------------------------ | -------------------------------------------------------------- | ------ |
| 16 giugno 1846                       | Elezione del cardinale Giovanni Maria Mastai Ferretti (Pio IX) | 61     |
| dal 5 luglio 1846 al 18 ottobre 1877 | Cardinali creati                                               | +123   |
| dal 5 luglio 1846 al 18 ottobre 1877 | Cardinali deceduti                                             | -120   |
| 7 febbraio 1878                      | Morte di papa Pio IX                                           | 64     |
| 20 febbraio 1878                     | Elezione del cardinale Vincenzo Gioacchino Pecci (Leone XIII)  | 63     |

## Composizione per paese d'origine
Fra il conclave del 1846 ed il conclave del 1878 la composizione del collegio per paese d'origine dei cardinali ha cominciato a cambiare: se dopo l'elezione di papa Pio IX i porporati italiani provenienti dagli Stati preunitari rappresentavano oltre l'85% dei componenti, alla fine del suo pontificato erano scesi al 60% in favore di una maggiore rappresentanza dal resto  d'Europa. La novità assoluta è rappresentata dalla creazione dei primi due cardinali extra-europei.
| Paese                                  | 1846 | 1878 |
| -------------------------------------- | ---- | ---- |
| Repubblica del Guatemala               | 0    | 1    |
| Stati Uniti d'America                  | 0    | 1    |
| Totale America                         | 0    | 2    |
| Regno Lombardo-Veneto                  | 6    | 0    |
| Regno delle Due Sicilie                | 6    | 0    |
| Granducato di Toscana                  | 3    | 0    |
| Regno di Sardegna                      | 7    | 0    |
| Stato Pontificio                       | 31   | 0    |
| Regno d'Italia                         | 0    | 39   |
| Totale Italia                          | 53   | 39   |
| Impero austriaco                       | 2    | 0    |
| Impero austro-ungarico                 | 0    | 5    |
| Regno del Belgio                       | 1    | 1    |
| Regno di Francia                       | 3    | 0    |
| Terza Repubblica francese              | 0    | 8    |
| Impero tedesco                         | 0    | 1    |
| Regno di Polonia                       | 0    | 1    |
| Regno del Portogallo                   | 1    | 1    |
| Regno Unito di Gran Bretagna e Irlanda | 1    | 3    |
| Regno di Spagna                        | 1    | 3    |
| Totale resto Europa                    | 9    | 23   |
| Totale                                 | 62   | 64   |

## Composizione per concistoro
La durata medio-lunga del pontificato di Gregorio XVI ha comportato che, nel conclave successivo alla sua morte, i cardinali creati dai suoi predecessori fossero solo 9 (2 da Pio VII e 7 da Leone XII, mentre nessuno dei porporati creati da Pio VIII sopravvisse dopo il 1837); questo è ancora più accentuato alla fine pontificato di Pio IX, il più lungo dopo quello tradizionalmente attribuito a san Pietro, avendo come conseguenza che, dopo la sua morte, solo 4 dei cardinali componenti il collegio cardinalizio non fossero stati creati da lui ma da Gregorio XVI.
| Concistoro             | 1846 | 1878 |
| ---------------------- | ---- | ---- |
| Marzo 1804             | 1    |      |
| Marzo 1823             | 1    |      |
| Creati da Pio VII      | 2    | 0    |
| Settembre 1824         | 1    |      |
| Dicembre 1824          | 1    |      |
| Marzo 1826             | 1    |      |
| Ottobre 1826           | 4    |      |
| Creati da Leone XII    | 7    | 0    |
| Settembre 1831         | 5    |      |
| Luglio 1832            | 1    |      |
| Aprile 1833            | 1    |      |
| Luglio 1833            | 1    |      |
| Gennaio 1834           | 1    |      |
| Giugno 1834            | 4    |      |
| Aprile 1835            | 2    |      |
| Febbraio 1836          | 1    |      |
| Maggio 1837            | 2    | 1    |
| Febbraio 1838          | 7    |      |
| Settembre 1838         | 1    |      |
| Novembre 1838          | 1    |      |
| Luglio 1839            | 1    |      |
| Settembre 1839         | 1    |      |
| Dicembre 1839          | 4    |      |
| Dicembre 1840          | 1    |      |
| Marzo 1841             | 1    |      |
| Luglio 1841            | 1    |      |
| Gennaio 1842           | 4    | 1    |
| Gennaio 1843           | 3    |      |
| Giugno 1843            | 1    |      |
| Gennaio 1844           | 3    | 1    |
| Luglio 1844            | 3    | 1    |
| Gennaio 1846           | 3    |      |
| Creati da Gregorio XVI | 53   | 4    |
| Marzo 1852             |      | 2    |
| Marzo 1853             |      | 1    |
| Dicembre 1853          |      | 2    |
| Marzo 1858             |      | 2    |
| Settembre 1861         |      | 2    |
| Marzo 1863             |      | 3    |
| Dicembre 1863          |      | 1    |
| Giugno 1866            |      | 4    |
| Marzo 1868             |      | 6    |
| Dicembre 1873          |      | 8    |
| Marzo 1875             |      | 10   |
| Settembre 1875         |      | 1    |
| Aprile 1876            |      | 2    |
| Marzo 1877             |      | 11   |
| Giugno 1877            |      | 3    |
| Dicembre 1877          |      | 2    |
| Creati da Pio IX       |      | 60   |
| Totale                 | 62   | 64   |

## Elenco degli avvenimenti
| Data              | Avvenimento                                                                        | Paese                                  | Cardinali |
| ----------------- | ---------------------------------------------------------------------------------- | -------------------------------------- | --------- |
| 16 giugno 1846    | Elezione papale del cardinale Giovanni Maria Mastai Ferretti con il nome di Pio IX | Stato Pontificio                       | 61        |
| 5 luglio 1846     | Morte del cardinale Joseph Bernet                                                  | Regno di Francia                       | 60        |
| 19 novembre 1846  | Morte del cardinale Karl Kajetan von Gaisruck                                      | Impero austriaco                       | 59        |
| 21 dicembre 1846  | Concistoro per la creazione di 2 cardinali e di 2 in pectore:                      | Stato Pontificio                       | 61        |
| 21 dicembre 1846  | Gaetano Baluffi                                                                    | Stato Pontificio                       | 61        |
| 21 dicembre 1846  | Pietro Marini                                                                      | Stato Pontificio                       | 61        |
| 23 aprile 1847    | Morte del cardinale Paolo Polidori                                                 | Stato Pontificio                       | 60        |
| 24 maggio 1847    | Morte del cardinale Ludovico Micara                                                | Stato Pontificio                       | 59        |
| 11 giugno 1847    | Concistoro per la creazione di 3 cardinali e pubblicazione di 1 in pectore:        | Stato Pontificio                       | 63        |
| 11 giugno 1847    | Giuseppe Bofondi                                                                   | Stato Pontificio                       | 63        |
| 11 giugno 1847    | Pierre Giraud                                                                      | Regno di Francia                       | 63        |
| 11 giugno 1847    | Jacques-Marie-Antoine-Célestin du Pont                                             | Regno di Francia                       | 63        |
| 11 giugno 1847    | Giacomo Antonelli                                                                  | Stato Pontificio                       | 63        |
| 21 giugno 1847    | Morte del cardinale Francisco Javier de Cienfuegos y Jovellanos                    | Regno di Spagna                        | 62        |
| 23 giugno 1847    | Morte del cardinale Charles Januarius Acton                                        | Regno Unito di Gran Bretagna e Irlanda | 61        |
| 30 settembre 1847 | Morte del cardinale Giuseppe Alberghini                                            | Stato Pontificio                       | 60        |
| 22 novembre 1847  | Morte del cardinale Placido Maria Tadini                                           | Regno di Sardegna                      | 59        |
| 11 gennaio 1848   | Morte del cardinale Francesco Saverio Massimo                                      | Stato Pontificio                       | 58        |
| 17 gennaio 1848   | Concistoro per la creazione di 1 cardinale:                                        | Stato Pontificio                       | 59        |
| 17 gennaio 1848   | Carlo Vizzardelli                                                                  | Stato Pontificio                       | 59        |
| 4 marzo 1849      | Morte del cardinale Pietro Ostini                                                  | Stato Pontificio                       | 58        |
| 15 marzo 1849     | Morte del cardinale Giuseppe Gasparo Mezzofanti                                    | Stato Pontificio                       | 57        |
| 3 giugno 1849     | Morte del cardinale Tommaso Pasquale Gizzi                                         | Stato Pontificio                       | 56        |
| 11 aprile 1850    | Morte del cardinale Ignazio Giovanni Cadolini                                      | Regno Lombardo-Veneto                  | 55        |
| 17 aprile 1850    | Morte del cardinale Pierre Giraud                                                  | Seconda Repubblica francese            | 54        |
| 17 agosto 1850    | Morte del cardinale Francesco Serra-Cassano                                        | Regno delle Due Sicilie                | 53        |
| 30 settembre 1850 | Concistoro per la creazione di 13 cardinali e pubblicazione di 1 in pectore:       | Stato Pontificio                       | 67        |
| 30 settembre 1850 | Raffaele Fornari                                                                   | Stato Pontificio                       | 67        |
| 30 settembre 1850 | Paul-Thérèse-David d'Astros                                                        | Seconda Repubblica francese            | 67        |
| 30 settembre 1850 | Juan José Bonel y Orbe                                                             | Regno di Spagna                        | 67        |
| 30 settembre 1850 | Giuseppe Cosenza                                                                   | Regno delle Due Sicilie                | 67        |
| 30 settembre 1850 | Jacques-Marie-Adrien-Césaire Mathieu                                               | Seconda Repubblica francese            | 67        |
| 30 settembre 1850 | Judas José Romo y Gamboa                                                           | Regno di Spagna                        | 67        |
| 30 settembre 1850 | Thomas-Marie-Joseph Gousset                                                        | Seconda Repubblica francese            | 67        |
| 30 settembre 1850 | Maximilian Joseph Gottfried Sommerau Beeckh                                        | Impero austriaco                       | 67        |
| 30 settembre 1850 | Johannes von Geissel                                                               | Regno di Prussia                       | 67        |
| 30 settembre 1850 | Pedro Paulo de Figueiredo da Cunha e Melo                                          | Regno del Portogallo                   | 67        |
| 30 settembre 1850 | Nicholas Patrick Stephen Wiseman                                                   | Regno Unito di Gran Bretagna e Irlanda | 67        |
| 30 settembre 1850 | Giuseppe Pecci                                                                     | Stato Pontificio                       | 67        |
| 30 settembre 1850 | Melchior Ferdinand Joseph von Diepenbrock                                          | Regno di Prussia                       | 67        |
| 30 settembre 1850 | Roberto Giovanni F. Roberti                                                        | Stato Pontificio                       | 67        |
| 25 aprile 1851    | Morte del cardinale Jacopo Monico                                                  | Regno Lombardo-Veneto                  | 66        |
| 24 maggio 1851    | Morte del cardinale Carlo Vizzardelli                                              | Stato Pontificio                       | 65        |
| 20 luglio 1851    | Morte del cardinale Hugues-Robert-Jean-Charles de La Tour d'Auvergne-Lauraquais    | Seconda Repubblica francese            | 64        |
| 1º agosto 1851    | Morte del cardinale Antonio Maria Cadolini                                         | Stato Pontificio                       | 63        |
| 29 settembre 1851 | Morte del cardinale Paul-Thérèse-David d'Astros                                    | Seconda Repubblica francese            | 62        |
| 20 febbraio 1852  | Morte del cardinale Antonio Francesco Orioli                                       | Stato Pontificio                       | 61        |
| 22 febbraio 1852  | Morte del cardinale Castruccio Castracane degli Antelminelli                       | Stato Pontificio                       | 60        |
| 15 marzo 1852     | Concistoro per la creazione di 4 cardinali e di 2 in pectore:                      | Stato Pontificio                       | 64        |
| 15 marzo 1852     | Domenico Lucciardi                                                                 | Regno di Sardegna                      | 64        |
| 15 marzo 1852     | François-Auguste-Ferdinand Donnet                                                  | Seconda Repubblica francese            | 64        |
| 15 marzo 1852     | Girolamo d'Andrea                                                                  | Regno delle Due Sicilie                | 64        |
| 15 marzo 1852     | Carlo Luigi Morichini                                                              | Stato Pontificio                       | 64        |
| 21 marzo 1852     | Morte del cardinale Tommaso Bernetti                                               | Stato Pontificio                       | 63        |
| 20 gennaio 1853   | Morte del cardinale Melchior Ferdinand Joseph von Diepenbrock                      | Regno di Prussia                       | 62        |
| 7 marzo 1853      | Concistoro per la creazione di 6 cardinali e pubblicazione di 2 in pectore:        | Stato Pontificio                       | 70        |
| 7 marzo 1853      | Michele Viale-Prelà                                                                | Secondo Impero francese                | 70        |
| 7 marzo 1853      | Giovanni Brunelli                                                                  | Stato Pontificio                       | 70        |
| 7 marzo 1853      | Ján Krstiteľ Scitovský                                                             | Impero austriaco                       | 70        |
| 7 marzo 1853      | François-Nicholas-Madeleine Morlot                                                 | Secondo Impero francese                | 70        |
| 7 marzo 1853      | Giusto Recanati                                                                    | Stato Pontificio                       | 70        |
| 7 marzo 1853      | Domenico Savelli                                                                   | Secondo Impero francese                | 70        |
| 7 marzo 1853      | Prospero Caterini                                                                  | Stato Pontificio                       | 70        |
| 7 marzo 1853      | Vincenzo Santucci                                                                  | Stato Pontificio                       | 70        |
| 31 marzo 1853     | Morte del cardinale Maximilian Joseph Gottfried Sommerau Beeckh                    | Impero austriaco                       | 69        |
| 10 maggio 1853    | Morte del cardinale Ferdinando Maria Pignatelli                                    | Regno delle Due Sicilie                | 68        |
| 23 giugno 1853    | Morte del cardinale Giacomo Luigi Brignole                                         | Regno di Sardegna                      | 67        |
| 19 dicembre 1853  | Concistoro per la creazione di 1 cardinale e di 1 in pectore:                      | Stato Pontificio                       | 68        |
| 19 dicembre 1853  | Vincenzo Gioacchino Pecci (futuro papa Leone XIII)                                 | Stato Pontificio                       | 68        |
| 12 maggio 1854    | Morte del cardinale Luigi Lambruschini                                             | Regno di Sardegna                      | 67        |
| 15 giugno 1854    | Morte del cardinale Raffaele Fornari                                               | Stato Pontificio                       | 66        |
| 9 settembre 1854  | Morte del cardinale Angelo Mai                                                     | Regno Lombardo-Veneto                  | 65        |
| 9 gennaio 1855    | Morte del cardinale Lorenzo Simonetti                                              | Stato Pontificio                       | 64        |
| 11 gennaio 1855   | Morte del cardinale Judas José Romo y Gamboa                                       | Regno di Spagna                        | 63        |
| 21 gennaio 1855   | Morte del cardinale Giuseppe Pecci                                                 | Stato Pontificio                       | 62        |
| 1º febbraio 1855  | Morte del cardinale Giovanni Serafini                                              | Stato Pontificio                       | 61        |
| 13 aprile 1855    | Morte del cardinale Carlo Oppizzoni                                                | Regno Lombardo-Veneto                  | 60        |
| 17 dicembre 1855  | Concistoro per la creazione di 4 cardinali:                                        | Stato Pontificio                       | 64        |
| 17 dicembre 1855  | Joseph Othmar von Rauscher                                                         | Impero austriaco                       | 64        |
| 17 dicembre 1855  | Karl August von Reisach                                                            | Regno di Baviera                       | 64        |
| 17 dicembre 1855  | Clément Villecourt                                                                 | Secondo Impero francese                | 64        |
| 17 dicembre 1855  | Francesco Gaude                                                                    | Regno di Sardegna                      | 64        |
| 31 dicembre 1855  | Morte del cardinale Pedro Paulo de Figueiredo da Cunha e Melo                      | Regno del Portogallo                   | 63        |
| 3 marzo 1856      | Morte del cardinale Ambrogio Bianchi                                               | Regno Lombardo-Veneto                  | 62        |
| 20 aprile 1856    | Morte del cardinale Giacomo Filippo Fransoni                                       | Regno di Sardegna                      | 61        |
| 16 giugno 1856    | Concistoro per la creazione di 5 cardinali e pubblicazione di 1 in pectore:        | Stato Pontificio                       | 67        |
| 16 giugno 1856    | Camillo Di Pietro                                                                  | Stato Pontificio                       | 67        |
| 16 giugno 1856    | Mihail Lewicki                                                                     | Regno di Galizia e Lodomiria           | 67        |
| 16 giugno 1856    | Juraj Haulík Váralyai                                                              | Impero austriaco                       | 67        |
| 16 giugno 1856    | Alessandro Barnabò                                                                 | Stato Pontificio                       | 67        |
| 16 giugno 1856    | Gaspare Grassellini                                                                | Regno delle Due Sicilie                | 67        |
| 16 giugno 1856    | Francesco de' Medici di Ottajano                                                   | Regno delle Due Sicilie                | 67        |
| 12 agosto 1856    | Morte del cardinale Giovanni Soglia Ceroni                                         | Stato Pontificio                       | 66        |
| 11 febbraio 1857  | Morte del cardinale Juan José Bonel y Orbe                                         | Regno di Spagna                        | 65        |
| 14 marzo 1857     | Morte del cardinale Tommaso Riario Sforza                                          | Regno delle Due Sicilie                | 64        |
| 11 ottobre 1857   | Morte del cardinale Francesco de' Medici di Ottajano                               | Regno delle Due Sicilie                | 63        |
| 15 novembre 1857  | Morte del cardinale Guilherme Henriques de Carvalho                                | Regno del Portogallo                   | 62        |
| 14 gennaio 1858   | Morte del cardinale Mihail Lewicki                                                 | Regno di Galizia e Lodomiria           | 61        |
| 21 gennaio 1858   | Morte del cardinale Ugo Pietro Spinola                                             | Regno di Sardegna                      | 60        |
| 6 febbraio 1858   | Morte del cardinale Adriano Fieschi                                                | Regno di Sardegna                      | 59        |
| 12 febbraio 1858  | Morte del cardinale Ludovico Gazzoli                                               | Stato Pontificio                       | 58        |
| 15 marzo 1858     | Concistoro per la creazione di 7 cardinali:                                        | Stato Pontificio                       | 65        |
| 15 marzo 1858     | Cirilo de Alameda y Brea                                                           | Regno di Spagna                        | 65        |
| 15 marzo 1858     | Antonio Benedetto Antonucci                                                        | Stato Pontificio                       | 65        |
| 15 marzo 1858     | Manuel Joaquín Tarancón y Morón                                                    | Regno di Spagna                        | 65        |
| 15 marzo 1858     | Enrico Orfei                                                                       | Stato Pontificio                       | 65        |
| 15 marzo 1858     | Giuseppe Milesi Pironi Ferretti                                                    | Stato Pontificio                       | 65        |
| 15 marzo 1858     | Pietro de Silvestri                                                                | Regno Lombardo-Veneto                  | 65        |
| 15 marzo 1858     | Teodolfo Mertel                                                                    | Stato Pontificio                       | 65        |
| 25 giugno 1858    | Concistoro per la creazione di 1 cardinale:                                        | Stato Pontificio                       | 66        |
| 25 giugno 1858    | Manuel Bento Rodrigues da Silva                                                    | Regno del Portogallo                   | 66        |
| 26 maggio 1859    | Morte del cardinale Jacques-Marie-Antoine-Célestin du Pont                         | Secondo Impero francese                | 65        |
| 22 agosto 1859    | Morte del cardinale Chiarissimo Falconieri Mellini                                 | Stato Pontificio                       | 64        |
| 15 maggio 1860    | Morte del cardinale Michele Viale-Prelà                                            | Secondo Impero francese                | 63        |
| 13 settembre 1860 | Morte del cardinale Gabriele Ferretti                                              | Stato Pontificio                       | 62        |
| 30 settembre 1860 | Morte del cardinale Vincenzo Macchi                                                | Stato Pontificio                       | 61        |
| 14 dicembre 1860  | Morte del cardinale Francesco Gaude                                                | Regno di Sardegna                      | 60        |
| 10 febbraio 1861  | Morte del cardinale Gabriele della Genga Sermattei                                 | Regno di Sardegna                      | 59        |
| 21 febbraio 1861  | Morte del cardinale Giovanni Brunelli                                              | Stato Pontificio                       | 58        |
| 13 giugno 1861    | Morte del cardinale Francesco di Paola Villadicani                                 | Regno d'Italia                         | 57        |
| 17 agosto 1861    | Morte del cardinale Giacomo Piccolomini                                            | Regno d'Italia                         | 56        |
| 19 agosto 1861    | Morte del cardinale Vincenzo Santucci                                              | Stato Pontificio                       | 55        |
| 27 settembre 1861 | Concistoro per la creazione di 7 cardinali:                                        | Stato Pontificio                       | 62        |
| 27 settembre 1861 | Alexis Billiet                                                                     | Secondo Impero francese                | 62        |
| 27 settembre 1861 | Carlo Sacconi                                                                      | Regno d'Italia                         | 62        |
| 27 settembre 1861 | Miguel García Cuesta                                                               | Regno di Spagna                        | 62        |
| 27 settembre 1861 | Gaetano Bedini                                                                     | Regno d'Italia                         | 62        |
| 27 settembre 1861 | Fernando de la Puente y Primo de Rivera                                            | Regno di Spagna                        | 62        |
| 27 settembre 1861 | Angelo Quaglia                                                                     | Stato Pontificio                       | 62        |
| 27 settembre 1861 | Antonio Maria Panebianco                                                           | Regno d'Italia                         | 62        |
| 17 novembre 1861  | Morte del cardinale Giusto Recanati                                                | Regno d'Italia                         | 61        |
| 30 gennaio 1862   | Morte del cardinale Gaspare Bernardo Pianetti                                      | Regno d'Italia                         | 60        |
| 26 agosto 1862    | Morte del cardinale Manuel Joaquín Tarancón y Morón                                | Regno di Spagna                        | 59        |
| 29 dicembre 1862  | Morte del cardinale François-Nicholas-Madeleine Morlot                             | Secondo Impero francese                | 58        |
| 16 marzo 1863     | Concistoro per la creazione di 7 cardinali:                                        | Stato Pontificio                       | 65        |
| 16 marzo 1863     | Giuseppe Luigi Trevisanato                                                         | Regno Lombardo-Veneto                  | 65        |
| 16 marzo 1863     | Antonio Saverio De Luca                                                            | Regno d'Italia                         | 65        |
| 16 marzo 1863     | Giuseppe Andrea Bizzarri                                                           | Stato Pontificio                       | 65        |
| 16 marzo 1863     | Luis de la Lastra y Cuesta                                                         | Regno di Spagna                        | 65        |
| 16 marzo 1863     | Jean-Baptiste-François Pitra                                                       | Secondo Impero francese                | 65        |
| 16 marzo 1863     | Filippo Maria Guidi                                                                | Regno d'Italia                         | 65        |
| 16 marzo 1863     | Francesco Pentini                                                                  | Stato Pontificio                       | 65        |
| 30 marzo 1863     | Morte del cardinale Giuseppe Cosenza                                               | Regno d'Italia                         | 64        |
| 10 aprile 1863    | Morte del cardinale Benedetto Colonna Barberini di Sciarra                         | Stato Pontificio                       | 63        |
| 19 agosto 1863    | Morte del cardinale Pietro Marini                                                  | Stato Pontificio                       | 62        |
| 11 dicembre 1863  | Concistoro per la creazione di 1 cardinale:                                        | Stato Pontificio                       | 63        |
| 11 dicembre 1863  | Henri-Marie-Gaston Boisnormand de Bonnechose                                       | Secondo Impero francese                | 63        |
| 13 marzo 1864     | Morte del cardinale Domenico Lucciardi                                             | Regno d'Italia                         | 62        |
| 30 agosto 1864    | Morte del cardinale Domenico Savelli                                               | Secondo Impero francese                | 61        |
| 6 settembre 1864  | Morte del cardinale Gaetano Bedini                                                 | Regno d'Italia                         | 60        |
| 8 settembre 1864  | Morte del cardinale Johannes von Geissel                                           | Regno di Prussia                       | 59        |
| 15 febbraio 1865  | Morte del cardinale Nicholas Patrick Stephen Wiseman                               | Regno Unito di Gran Bretagna e Irlanda | 58        |
| 17 dicembre 1865  | Morte del cardinale Luigi Ciacchi                                                  | Regno d'Italia                         | 57        |
| 20 marzo 1866     | Morte del cardinale Antonio Tosti                                                  | Stato Pontificio                       | 56        |
| 22 giugno 1866    | Concistoro per la creazione di 5 cardinali:                                        | Stato Pontificio                       | 61        |
| 22 giugno 1866    | Paul Cullen                                                                        | Regno Unito di Gran Bretagna e Irlanda | 61        |
| 22 giugno 1866    | Gustav Adolf von Hohenlohe-Schillingsfürst                                         | Regno di Baviera                       | 61        |
| 22 giugno 1866    | Luigi Maria Bilio                                                                  | Regno d'Italia                         | 61        |
| 22 giugno 1866    | Antonio Matteucci                                                                  | Regno d'Italia                         | 61        |
| 22 giugno 1866    | Domenico Consolini                                                                 | Regno d'Italia                         | 61        |
| 9 luglio 1866     | Morte del cardinale Antonio Matteucci                                              | Regno d'Italia                         | 60        |
| 19 ottobre 1866   | Morte del cardinale Ján Krstiteľ Scitovský                                         | Impero austriaco                       | 59        |
| 11 novembre 1866  | Morte del cardinale Gaetano Baluffi                                                | Regno d'Italia                         | 58        |
| 22 dicembre 1866  | Morte del cardinale Thomas-Marie-Joseph Gousset                                    | Secondo Impero francese                | 57        |
| 13 gennaio 1867   | Morte del cardinale Antonio Maria Cagiano de Azevedo                               | Stato Pontificio                       | 56        |
| 17 gennaio 1867   | Morte del cardinale Clément Villecourt                                             | Secondo Impero francese                | 55        |
| 20 marzo 1867     | Morte del cardinale Fernando de la Puente y Primo de Rivera                        | Regno di Spagna                        | 54        |
| 11 agosto 1867    | Morte del cardinale Lodovico Altieri                                               | Stato Pontificio                       | 53        |
| 7 novembre 1867   | Morte del cardinale Roberto Giovanni F. Roberti                                    | Regno d'Italia                         | 52        |
| 2 dicembre 1867   | Morte del cardinale Giuseppe Bofondi                                               | Regno d'Italia                         | 51        |
| 4 dicembre 1867   | Morte del cardinale Engelbert Sterckx                                              | Regno del Belgio                       | 50        |
| 19 dicembre 1867  | Morte del cardinale Giuseppe Ugolini                                               | Regno d'Italia                         | 49        |
| 13 marzo 1868     | Concistoro per la creazione di 9 cardinali:                                        | Stato Pontificio                       | 58        |
| 13 marzo 1868     | Lucien-Louis-Joseph-Napoléon Bonaparte                                             | Stato Pontificio                       | 58        |
| 13 marzo 1868     | Innocenzo Ferrieri                                                                 | Regno d'Italia                         | 58        |
| 13 marzo 1868     | Matteo Eustachio Gonella                                                           | Regno d'Italia                         | 58        |
| 13 marzo 1868     | Lorenzo Barili                                                                     | Regno d'Italia                         | 58        |
| 13 marzo 1868     | Giuseppe Berardi                                                                   | Stato Pontificio                       | 58        |
| 13 marzo 1868     | Juan de la Cruz Ignacio Moreno y Maisanove                                         | Guatemala                              | 58        |
| 13 marzo 1868     | Raffaele Monaco La Valletta                                                        | Regno d'Italia                         | 58        |
| 13 marzo 1868     | Edoardo Borromeo                                                                   | Regno d'Italia                         | 58        |
| 13 marzo 1868     | Annibale Capalti                                                                   | Stato Pontificio                       | 58        |
| 14 maggio 1868    | Morte del cardinale Girolamo d'Andrea                                              | Regno d'Italia                         | 57        |
| 11 maggio 1869    | Morte del cardinale Juraj Haulík Váralyai                                          | Impero austro-ungarico                 | 56        |
| 26 settembre 1869 | Morte del cardinale Manuel Bento Rodrigues da Silva                                | Regno del Portogallo                   | 55        |
| 17 dicembre 1869  | Morte del cardinale Francesco Pentini                                              | Stato Pontificio                       | 54        |
| 22 dicembre 1869  | Morte del cardinale Karl August von Reisach                                        | Regno di Baviera                       | 53        |
| 25 febbraio 1870  | Morte del cardinale Louis-Jacques-Maurice de Bonald                                | Secondo Impero francese                | 52        |
| 15 aprile 1870    | Morte del cardinale Matteo Eustachio Gonella                                       | Regno d'Italia                         | 51        |
| 7 ottobre 1870    | Morte del cardinale Cosimo Corsi                                                   | Regno d'Italia                         | 50        |
| 7 ottobre 1870    | Morte del cardinale Mario Mattei                                                   | Regno d'Italia                         | 49        |
| 22 dicembre 1870  | Morte del cardinale Enrico Orfei                                                   | Regno d'Italia                         | 48        |
| 30 giugno 1872    | Morte del cardinale Cirilo de Alameda y Brea                                       | Regno di Spagna                        | 47        |
| 7 luglio 1872     | Morte del cardinale Niccola Clarelli Paracciani                                    | Regno d'Italia                         | 46        |
| 27 agosto 1872    | Morte del cardinale Angelo Quaglia                                                 | Regno d'Italia                         | 45        |
| 14 aprile 1873    | Morte del cardinale Miguel García Cuesta                                           | Prima Repubblica spagnola              | 44        |
| 30 aprile 1873    | Morte del cardinale Alexis Billiet                                                 | Terza Repubblica francese              | 43        |
| 2 agosto 1873     | Morte del cardinale Giuseppe Milesi Pironi Ferretti                                | Regno d'Italia                         | 42        |
| 22 dicembre 1873  | Concistoro per la creazione di 12 cardinali:                                       | Regno d'Italia                         | 54        |
| 22 dicembre 1873  | Inácio do Nascimento Morais Cardoso                                                | Regno del Portogallo                   | 54        |
| 22 dicembre 1873  | René-François Régnier                                                              | Terza Repubblica francese              | 54        |
| 22 dicembre 1873  | Maximilian Joseph von Tarnóczy                                                     | Impero austro-ungarico                 | 54        |
| 22 dicembre 1873  | Flavio Chigi                                                                       | Regno d'Italia                         | 54        |
| 22 dicembre 1873  | Alessandro Franchi                                                                 | Regno d'Italia                         | 54        |
| 22 dicembre 1873  | Joseph Hippolyte Guibert                                                           | Terza Repubblica francese              | 54        |
| 22 dicembre 1873  | Mariano Falcinelli Antoniacci                                                      | Regno d'Italia                         | 54        |
| 22 dicembre 1873  | Mariano Benito Barrio Fernández                                                    | Regno di Spagna                        | 54        |
| 22 dicembre 1873  | Luigi Oreglia di Santo Stefano                                                     | Regno d'Italia                         | 54        |
| 22 dicembre 1873  | János Simor                                                                        | Impero austro-ungarico                 | 54        |
| 22 dicembre 1873  | Camillo Tarquini                                                                   | Regno d'Italia                         | 54        |
| 22 dicembre 1873  | Tommaso Maria Martinelli                                                           | Regno d'Italia                         | 54        |
| 15 febbraio 1874  | Morte del cardinale Camillo Tarquini                                               | Regno d'Italia                         | 53        |
| 24 febbraio 1874  | Morte del cardinale Alessandro Barnabò                                             | Regno d'Italia                         | 52        |
| 29 maggio 1874    | Morte del cardinale Mariano Falcinelli Antoniacci                                  | Regno d'Italia                         | 51        |
| 8 marzo 1875      | Morte del cardinale Lorenzo Barili                                                 | Regno d'Italia                         | 50        |
| 15 marzo 1875     | Concistoro per la creazione di 6 cardinali e di 5 in pectore:                      | Regno d'Italia                         | 56        |
| 15 marzo 1875     | Pietro Gianelli                                                                    | Regno d'Italia                         | 56        |
| 15 marzo 1875     | Mieczysław Halka Ledóchowski                                                       | Regno di Polonia                       | 56        |
| 15 marzo 1875     | John McCloskey                                                                     | Stati Uniti d'America                  | 56        |
| 15 marzo 1875     | Henry Edward Manning                                                               | Regno Unito di Gran Bretagna e Irlanda | 56        |
| 15 marzo 1875     | Victor-Auguste-Isidore Dechamps                                                    | Regno del Belgio                       | 56        |
| 15 marzo 1875     | Domenico Bartolini                                                                 | Regno d'Italia                         | 56        |
| 9 luglio 1875     | Morte del cardinale Jacques-Marie-Adrien-Césaire Mathieu                           | Terza Repubblica francese              | 55        |
| 16 settembre 1875 | Morte del cardinale Gaspare Grassellini                                            | Regno d'Italia                         | 54        |
| 17 settembre 1875 | Concistoro per la creazione di 1 cardinale e pubblicazione di 5 in pectore:        | Regno d'Italia                         | 60        |
| 17 settembre 1875 | Ruggero Luigi Emidio Antici Mattei                                                 | Regno d'Italia                         | 60        |
| 17 settembre 1875 | Salvatore Nobili Vitelleschi                                                       | Regno d'Italia                         | 60        |
| 17 settembre 1875 | Giovanni Simeoni                                                                   | Regno d'Italia                         | 60        |
| 17 settembre 1875 | Lorenzo Ilarione Randi                                                             | Regno d'Italia                         | 60        |
| 17 settembre 1875 | Bartolomeo Pacca il Giovane                                                        | Regno d'Italia                         | 60        |
| 17 settembre 1875 | Godefroy Brossais-Saint-Marc                                                       | Terza Repubblica francese              | 60        |
| 17 ottobre 1875   | Morte del cardinale Salvatore Nobili Vitelleschi                                   | Regno d'Italia                         | 59        |
| 19 novembre 1875  | Morte del cardinale Pietro de Silvestri                                            | Regno d'Italia                         | 58        |
| 24 novembre 1875  | Morte del cardinale Joseph Othmar von Rauscher                                     | Impero austro-ungarico                 | 57        |
| 3 aprile 1876     | Concistoro per la creazione di 2 cardinali:                                        | Regno d'Italia                         | 59        |
| 3 aprile 1876     | Bartolomeo d'Avanzo                                                                | Regno d'Italia                         | 59        |
| 3 aprile 1876     | Johannes Baptiste Franzelin                                                        | Impero austro-ungarico                 | 59        |
| 4 aprile 1876     | Morte del cardinale Maximilian Joseph von Tarnóczy                                 | Impero austro-ungarico                 | 58        |
| 5 maggio 1876     | Morte del cardinale Luis de la Lastra y Cuesta                                     | Regno di Spagna                        | 57        |
| 6 novembre 1876   | Morte del cardinale Giacomo Antonelli                                              | Regno d'Italia                         | 56        |
| 20 novembre 1876  | Morte del cardinale Mariano Benito Barrio Fernández                                | Regno di Spagna                        | 55        |
| 17 dicembre 1876  | Morte del cardinale Costantino Patrizi Naro                                        | Regno d'Italia                         | 54        |
| 12 marzo 1877     | Concistoro per la creazione di 11 cardinali:                                       | Regno d'Italia                         | 65        |
| 12 marzo 1877     | Francisco de Paula Benavides y Navarrete                                           | Regno di Spagna                        | 65        |
| 12 marzo 1877     | Francesco Saverio Apuzzo                                                           | Regno d'Italia                         | 65        |
| 12 marzo 1877     | Manuel García Gil                                                                  | Regno di Spagna                        | 65        |
| 12 marzo 1877     | Edward Henry Howard                                                                | Regno Unito di Gran Bretagna e Irlanda | 65        |
| 12 marzo 1877     | Miguel Payá y Rico                                                                 | Regno di Spagna                        | 65        |
| 12 marzo 1877     | Louis-Marie-Joseph-Eusèbe Caverot                                                  | Terza Repubblica francese              | 65        |
| 12 marzo 1877     | Luigi di Canossa                                                                   | Regno d'Italia                         | 65        |
| 12 marzo 1877     | Luigi Serafini                                                                     | Regno d'Italia                         | 65        |
| 12 marzo 1877     | Lorenzo Nina                                                                       | Regno d'Italia                         | 65        |
| 12 marzo 1877     | Enea Sbarretti                                                                     | Regno d'Italia                         | 65        |
| 12 marzo 1877     | Frédéric de Falloux du Coudray                                                     | Terza Repubblica francese              | 65        |
| 21 aprile 1877    | Morte del cardinale Luigi Vannicelli Casoni                                        | Regno d'Italia                         | 64        |
| 28 aprile 1877    | Morte del cardinale Giuseppe Luigi Trevisanato                                     | Regno d'Italia                         | 63        |
| 22 giugno 1877    | Concistoro per la creazione di 3 cardinali:                                        | Regno d'Italia                         | 66        |
| 22 giugno 1877    | Josip Mihalović                                                                    | Impero austro-ungarico                 | 66        |
| 22 giugno 1877    | Johann Baptist Rudolf Kutschker                                                    | Impero austro-ungarico                 | 66        |
| 22 giugno 1877    | Lucido Maria Parocchi                                                              | Regno d'Italia                         | 66        |
| 8 luglio 1877     | Morte del cardinale Filippo de Angelis                                             | Regno d'Italia                         | 65        |
| 26 agosto 1877    | Morte del cardinale Giuseppe Andrea Bizzarri                                       | Regno d'Italia                         | 64        |
| 29 settembre 1877 | Morte del cardinale Sisto Riario Sforza                                            | Regno d'Italia                         | 63        |
| 18 ottobre 1877   | Morte del cardinale Annibale Capalti                                               | Regno d'Italia                         | 62        |
| 28 dicembre 1877  | Concistoro per la creazione di 2 cardinali:                                        | Regno d'Italia                         | 64        |
| 28 dicembre 1877  | Vincenzo Moretti                                                                   | Regno d'Italia                         | 64        |
| 28 dicembre 1877  | Antonio Pellegrini                                                                 | Regno d'Italia                         | 64        |
| 7 febbraio 1878   | Morte di papa Pio IX                                                               | Regno d'Italia                         | 64        |
| 19 febbraio 1878  | Apertura del conclave                                                              | Regno d'Italia                         | 64        |
| 20 febbraio 1878  | Elezione papale del cardinale Vincenzo Gioacchino Pecci con il nome di Leone XIII  | Regno d'Italia                         | 63        |